# Coenotephria euboliaria
Coenotephria euboliaria är en fjärilsart som beskrevs av Walker 1863. Coenotephria euboliaria ingår i släktet Coenotephria och familjen mätare. Inga underarter finns listade i Catalogue of Life.